# حوزه انتخابیه اول میزوری
حوزه انتخابیه اول میزوری یک حوزه انتخابیه مجلس نمایندگان آمریکا است که در ایالت میزوری قرار دارد.